# Auguste Escoffier
Georges Auguste Escoffier (28. října 1846 Villeneuve-Loubet, Francie – 12. února 1935 Monte Carlo, Monako) byl francouzský šéfkuchař, restauratér a gurmán, který položil základy moderní francouzské kuchyně na tradičních recepturách, které vylepšil a modernizoval. Ve světě gastronomie je zapsán jako jedna z největších legend vaření vůbec, je nazýván roi des cuisiniers et cuisinier des rois (král šéfkuchařů a šéfkuchař králů).
Jako první kuchař obdržel roku 1919 Řád čestné legie, v roce 1928 byl jmenován čestným předsedou World Association of Chefs Societies. Navázal na zakladatele francouzské haute cuisine Marie-Antoina Carêma, kladl však důraz na stravitelnost a nenáročnou přípravu. Jeho známými recepty jsou crêpe Suzette a broskve Melba. Působil v restauraci Le Faisan doré v Cannes, v londýnských hotelech Savoy a Carlton a v pařížském hotelu Ritz.
Je autorem knihy Moje francouzská kuchyně (česky 2007).